# 12 Gauge
Albums de Kalmah
For The Revolution
(2008)
12 Gauge est le sixième album studio du groupe de death metal mélodique finlandais Kalmah. L'album est sorti le 3 mars 2010 sous le label Spinefarm Records.
L'édition japonaise de l'album contient en plus le titre Cold Sweat, qui est une reprise du groupe de Thin Lizzy. L'album a été enregistré au Tico-tico studios en Finlande.
La majorité des morceaux étaient enregistré en mai, en commençant par la batterie de Janne Kusmin, terminée le 12 mai. Kusmin n'a pas pu jouer aussi bien qu'il l'avait espéré parce qu'il ne s'était pas entraîné. En conséquence, plusieurs de ses parties de batterie ont été modifiées.

## Liste des titres
| 1.  | Rust Never Sleeps                                                   | 5:16 |
| 2.  | One of Fail                                                         | 4:10 |
| 3.  | Bullets Are Blind                                                   | 4:27 |
| 4.  | Swampwar                                                            | 4:19 |
| 5.  | Better Not to Tell                                                  | 3:58 |
| 6.  | Hook the Monster                                                    | 4:04 |
| 7.  | Godeye                                                              | 4:25 |
| 8.  | 12 Gauge                                                            | 5:50 |
| 9.  | Sacramentum                                                         | 6:27 |
| 10. | Cold Sweat (Cover de Thin Lizzy, seulement sur l'édition japonaise) | 3:10 |

## Musiciens
- Antti Kokko : Guitares[4]
- Pekka Kokko : Guitares et chant
- Timo Lehtinen : Basse
- Marco Sneck : Claviers
- Janne Kusmin : Batterie